# Tribuna de los Uffizi
La Tribuna de los Uffizi es una sala octogonal de la Galería de los Uffizi de Florencia. Fue diseñada por Bernardo Buontalenti para Francisco I y Cosme I de Médici en 1584. En ella se exhibieron las más importantes piezas de la colección Médici, tanto antigüedades como obras del Alto Renacimiento y la escuela boloñesa, trasladadas desde el studiolo del Palazzo Vecchio para darles más accesibilidad y una disposición más sistemática, superando los criterios meramente coleccionísticos.

## Historia
El ambiente simboliza el cosmos y los elementos: la linterna, que recuerda a la de la cúpula de Brunelleschi, simboliza el aire; las conchas que revisten el interior de la cúpula, el agua; las paredes, color escarlata, el fuego; y las pietre dure y mármoles del pavimento, la tierra. En el centro se disponía un arcón octogonal decorado con oro y piedras preciosas, obra de Giambologna, sustituido en la actualidad por mesa con intarsio en piedras duras de la officine granducali del siglo XVII.
En 1737 la gran duquesa Ana María Luisa de Médici cedió la colección al Estado, que la abrió al público, convirtiendo este lugar el uno de los puntos de atracción más importante para el Grand Tour.
En la actualidad, tras la restauración realizada en 2010-2012, los visitantes únicamente pueden admirar la sala desde las puertas, sin pisar el pavimento.

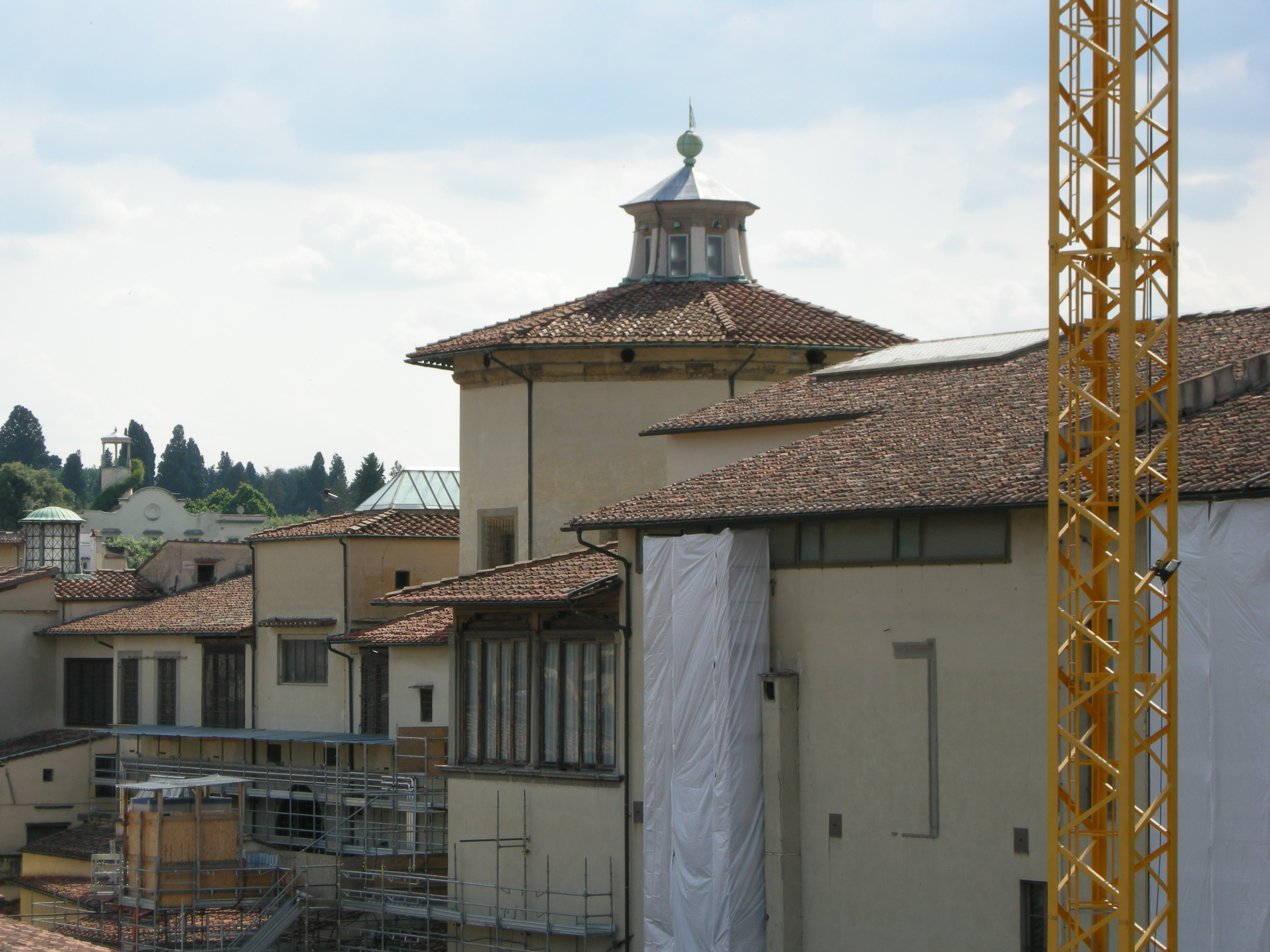
Vista externa, desde la Terraza de Saturno.
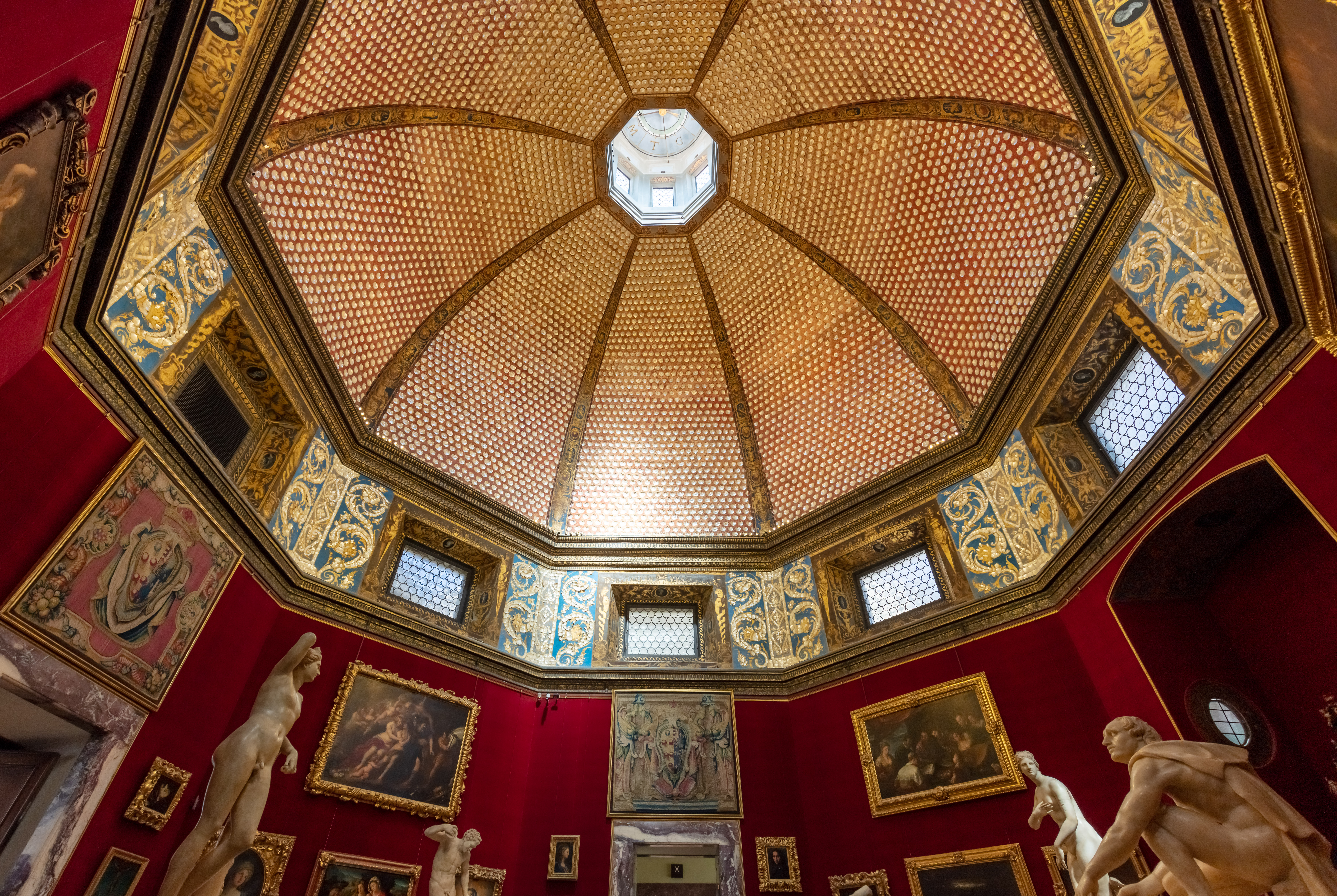
Vista de la cúpula.
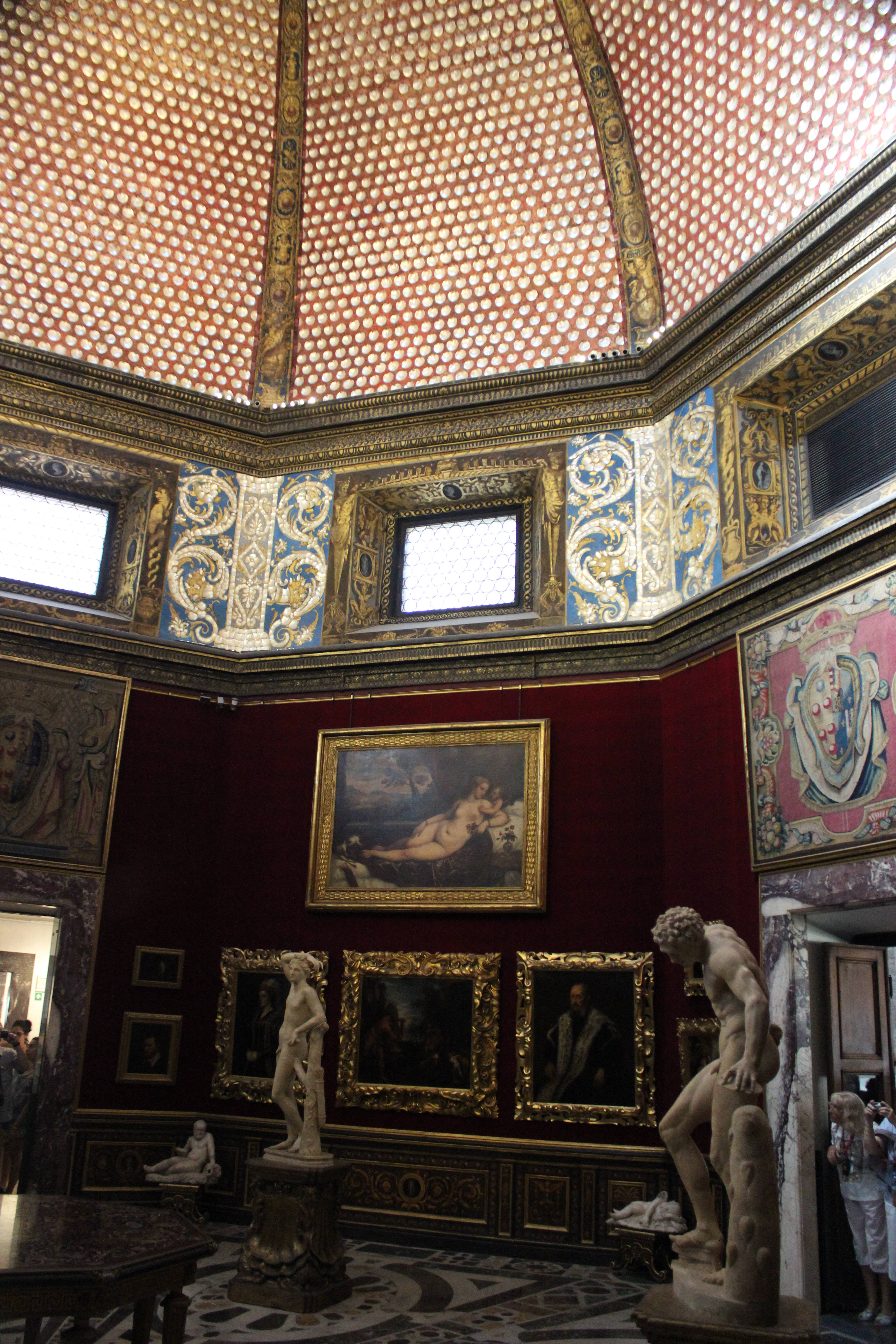
Vista interna. A la derecha, el Fauno danzando, a la izquierda, el Apollino.
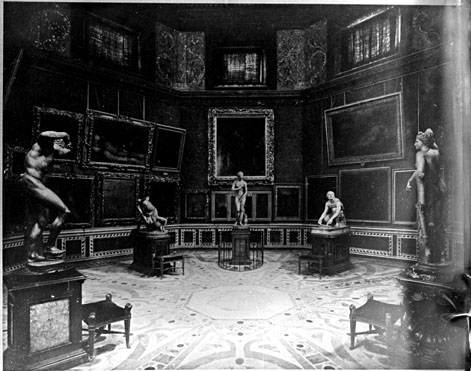
Fotografía de 1899.

La reina Carlota de Inglaterra encargó a Johann Zoffany en 1772, por la exorbitante suma de trescientas libras, una famosa pintura que representa la sección noreste de la Tribuna, pero en la que se acumulan las piezas en una posición distinta a la habitual, e incluso aparecen otras que normalmente no se exhibían en ella, como la Virgen de la silla de Rafael (a la izquierda de la imagen). Admirando las obras se retratan connoisseurs, diplomáticos y visitantes de Florencia, todos identificables. El lienzo que aparece en primer plano, abajo, en el centro, es la Venus de Urbino de Tiziano. A la izquierda, el Arrotino, la Quimera de Arezzo, el Torso de Livorno y una escultura egipcia. En un segundo plano, de izquierda a derecha, las esculturas Amor y Psique, Fauno danzando, Hércules niño matando a la serpiente, Los luchadores y la Venus Médici. Tras estas grandes estatuas, numerosos bustos y otras esculturas antiguas de menor tamaño, griegas y romanas. A la izquierda, un grupo admira la Gran Madonna Cowper de Rafael. Arriba, en el centro, el San Giovannino de Rafael y bajo él Los horrores de la guerra de Rubens. A la derecha, Los cuatro filósofos de Rubens y Tributo al César de Manfredi. Además de otros tres cuadros de Rafael (la Virgen del jilguero, el retrato del Papa León X y dos cardenales y el Retrato de Perugino -por entonces identificado con un retrato de Lutero obra de Holbein el Joven-) y tres de Guido Reni (La Caridad, la Madonna en éxtasis y una Cleopatra), de las paredes cuelgan obras de Carraci (Venus y sátiro con dos amorcillos), Corregio (Virgen adorando al Niño), Sustermans (el célebre Retrato de Galileo), Franciabigio (Madonna del Pozzo -que se atribuía entonces a Rafael-), Holbein el Joven (Retrato de Sir Richard Southwell), Perugino (Virgen con el Niño, Santa Isabel y San Juanito), Pietro da Cortona (Abraham despide a Agar) y Allori (San Giuliano).